# Övre Kyrkogatan

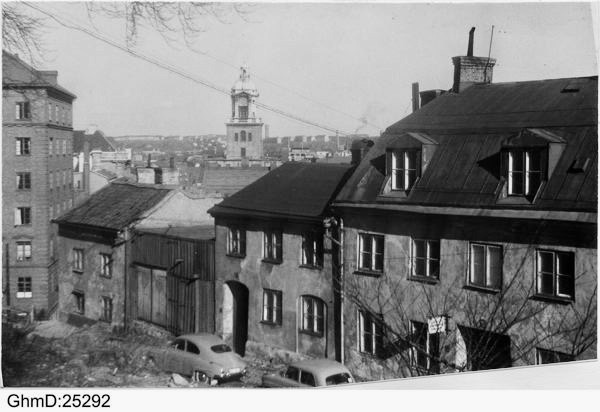
Övre Kyrkogatan i april 1958. Bildsamlingen vid Göteborgs stadsmuseum.

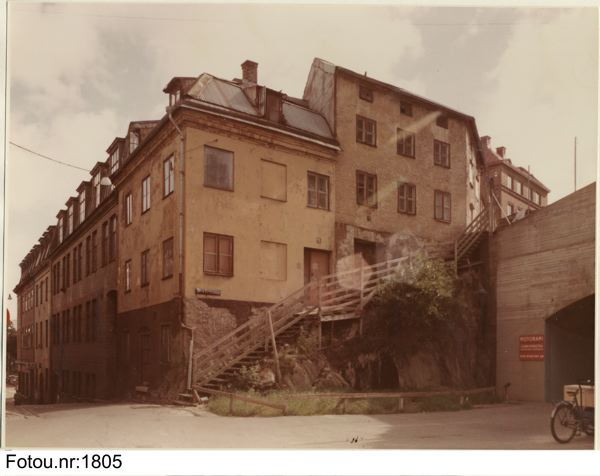
Övre Kyrkogatan 15-17 med trappor från Ekelundsgatan, sommaren 1961. Garageinfarten i Otterhälleberget syns till höger vid paketcykeln. Bildsamlingen vid Göteborgs stadsmuseum.

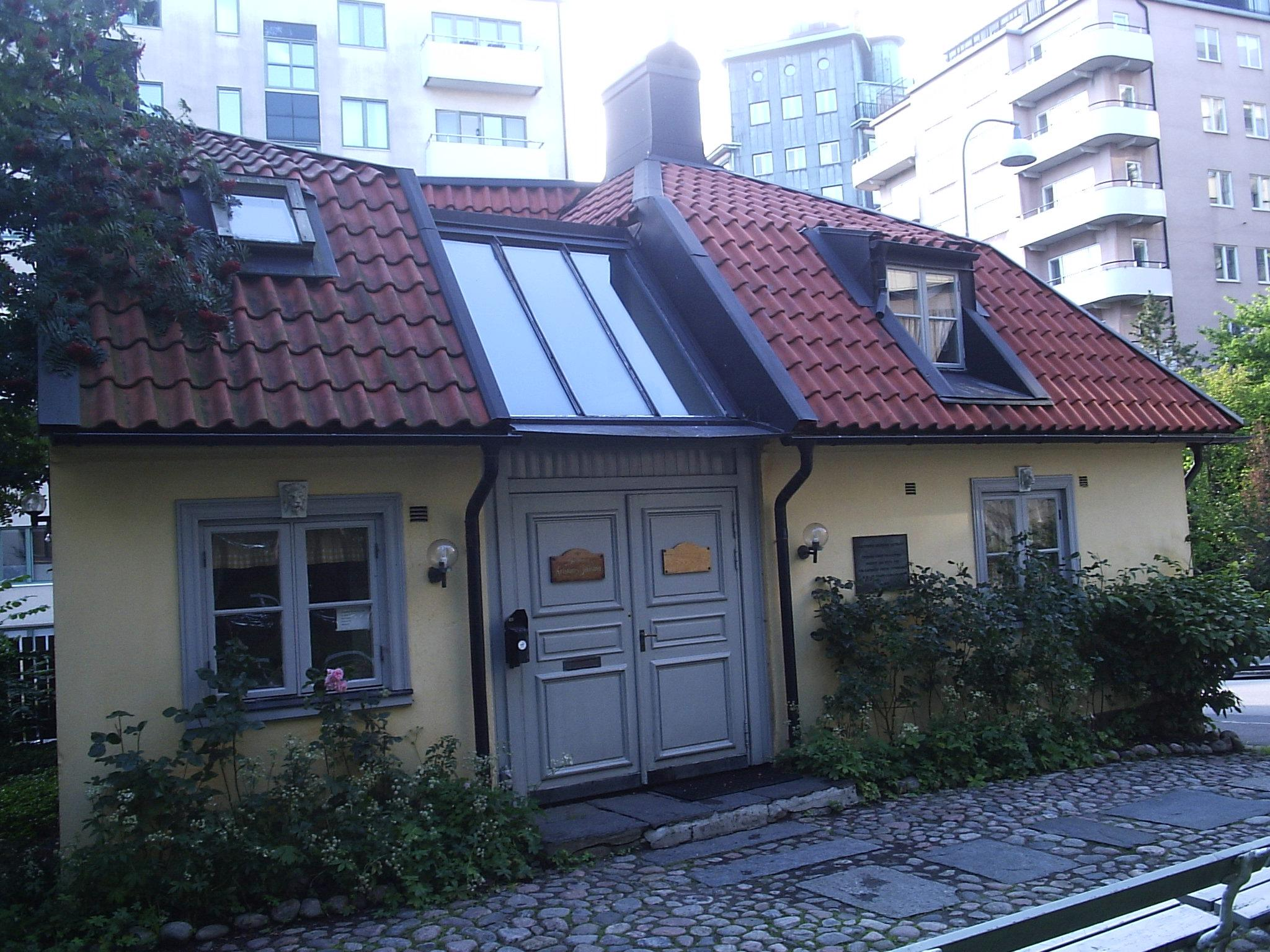
Drottning Kristinas jaktslott på Otterhällan i centrala Göteborg, tidigare beläget vid Övre Kyrkogatan 1 – numera vid Otterhällegatan.

Övre Kyrkogatan var en gata – numera igenlagd – på Otterhällan i stadsdelen Inom Vallgraven i centrala Göteborg. Den sträckte sig med trappor från Kyrkogatan till en högre liggande fortsättning västerut från Ekelundsgatan till Södra Liden i väster – från 1840-talet och tills gatan upphörde på 1970-talet. Dess tvärgator var Otterhällegatan, som tangerades i norr, och Käppslängareliden som anslöt söderifrån.

## Historik
I "Adresskalendern från 1848, 1857 och 1860 återfinns namnet Kyrkliden och från 1875 benämns liden Öfvre Kyrkogatan. Någon tid efter 1972 upphörde Övre Kyrkogatan genom ändring i stadsplanen.
Vid Övre Kyrkogatan 1/hörnet Södra Liden 26 – Andra roten, tomt 105, utanför kvartersindelningen – låg "Drottning Kristinas Jaktslott" fram till december 1971. Då flyttades huset till sin nuvarande hörntomt vid Otterhällegatan 16 och Västra Liden.
År 1900 uppges gatan vara 105 meter lång, med en medelbredd av 5,7 meter och med en yta av 585 kvadratmeter.